# Panteó de Joan Oller i Quintana
El panteó de Joan Oller i Quintana és una tomba de Cervera (Segarra) catalogada com a bé cultural d'interès local.

## Descripció
Està situat al cementiri de Cervera, als afores del municipi. Consistent en un túmul a manera de sarcòfag aixecat damunt d'un basament rectangular realitzat amb pedra. En una de les cares estretes de la construcció hi ha la inscripció funerària realitzada sobre una làpida de marbre. Envolta la construcció una reixa de forja amb motius del gòtic perpendicular i quatre pilarets de pedra que delimiten l'espai.
A la inscripció s'hi llegeix: RESTOS DE D. JUAN OLLER QUINTANA. ESCRIBANO DE BARCELONA QUE FALLECIÓ EN 30 DE ENERO DE 1865, Á LA EDAD DE 95 AÑOS. Y DE SU S.RA MADRE D.A COLOMA, QUE FALLECIÓ EN 1839 Á LA EDAD DE 87 AÑOS, AMBOS NATURALES DE ESA CIUDAD. R.I.P.